# 婚後姓名
對於結婚後的姓名，各地文化和法律有不同的習俗或規範。在一些地區，結婚後兩人之一需要根據配偶的姓名而變動自己的本名（原名）。

## 類型

### 維持原姓名
雙方皆不改動姓名。例如在希腊，雖然传统上妻从夫姓，然而1983年的法案则强制要求夫妇别姓，现今希腊妇女婚后是不改姓的。

### 從夫姓或從妻姓
在許多從夫居或父系社會，結婚後妻子需更改為丈夫的姓氏。在許多西方國家如英國、德國、俄國皆有此傳統，但自20世記中葉起因女性主義的興起而逐漸減少。在現已失效的泰国《1941年姓名法案》第13条曾作此规定。
父系社會中較少見丈夫改用妻子的姓，特例可能因由於跨國婚姻想要取得本地的姓氏，或因為繼承需求由男方入贅女方家庭。

### 冠夫姓或冠妻姓
妻子在原姓氏之前加上丈夫的姓。1929年《中華民國民法》第1000條曾如此規定。在少數情況，會由丈夫在原姓氏之前加上妻子的姓。

### 兩人皆改姓
將兩人的姓氏一前一後併列為雙姓，並且婚姻中的兩人皆改為此姓。歐美在20世記中女性主義影響後，夫妻雙姓成了替代原本從夫姓的方案之一。瑞典有40%的女性结婚后使用夫妻双姓。
另一個選項是新婚伴侶另創新的姓氏共同使用。泰國法律允許此選項，且新創的姓不能和既有姓氏重複。

### 其他
在不使用家族姓氏的文化中，可能以伴侶的名字作為姓氏，例如坦米爾人的名字有兩個部份，第一個部份是父親的名字，第二個部份是自己的個人名。女性在結婚後，會將自己名字中的父名改為夫名。

## 法律规定
20世紀前，許多法律規定必須從夫姓或冠夫姓，或者雖允許雙方自行約定，但在無共識時以跟從男方為準。現代基於性別平等，大多數國家已修法取消這類規定。
有些國家如日本規定夫妻必須有相同的姓氏，雖然法律中未規定使用哪一方的姓氏，但實行中因為社會上的傳統觀念，仍以從夫姓為主流。
另一些國家的法律禁止特定的改動方式。例如希臘禁止婚後改姓。德國禁止雙姓，因為擔心未來姓氏會越來越長。

## 各地情況

### 東亞
東亞國家地區除了日本以外均無改夫姓政策。東亞傳統上採夫婦別姓制度，女性婚後保留原姓；但有時會在自己姓氏前面冠上夫姓，稱呼上也有改為以夫姓稱呼，例如称妇女为AB氏或A門B氏（A为夫姓，B为父姓）、傳統上稱呼為「B夫人」，但近代受西方影響方稱呼為「A夫人」。

#### 日本
日本18世紀前也和其他東亞國家一樣沒有冠夫姓、改夫姓的習慣。明治維新後仿效西方國家，19世紀後在1898年頒布的《戶籍法》中規定，“每戶都要有固定姓氏，子承父姓，妻從夫姓；分家後仍用原姓，不得任意更改”。二戰後的新《民法》第750条雖然規定夫妻雙方可以根據婚前所定，或隨夫姓、或隨妻姓，但96%的日本女子婚後仍隨夫姓；如果女子婚後不改夫姓，會在親子關係、財產繼承等很多方面遇到麻煩。所以今天的日本，仍然很多女性婚後改為夫姓，如安倍晋三的妻子松崎昭惠就随丈夫姓改姓安倍。
需要注意的是，虽然传统上采取夫妻同姓的国家非常多，但日本极有可能是今日唯一以法律形式强制规定夫妻必须同姓的国家，夫妻姓氏不同是违法的，2015年日本最高裁判所的裁决确认了这一点。因此，婚后希望保留原姓氏的已婚人士，只能采取变通的办法。例如为数不少的女艺人（以及本木雅弘这样极少数入赘的男艺人）以婚前姓名“作为艺名”继续活动，许多官员、律师等亦将婚前姓名作为“通名”继续在工作中使用以避免不便（如《名侦探柯南》里，毛利小五郎的妻子妃英理在工作中一直使用婚前名，然而她住院时的病房门牌写的仍然是正式姓名“毛利英理”）。一般而言，使用通名的已婚人士往往是通名较知名，但也有松任谷由实这样的例外，她原姓荒井，反倒是她婚后随夫姓的名字更为人所知。另外基於一戶一姓政策，若然孩子由外祖父母撫養加入外祖父戶籍，孩子須要改為外祖父姓氏，同樣母帶孩子改嫁，其孩子也要改為後父姓氏。
还有一种规避夫妻同姓的方式是事实婚姻，即夫妻二人共同生活，但不去登记，因此双方得以各自保留其本姓。能这样做的理由是事实婚姻受到日本法律的承认，且在民事领域对当事人影响并不大。
另外，夫妻同姓的原则不适用于跨国婚姻（昭和20年4月30日民事甲899号回答、昭和42年3月27日民事甲365号回答），这是很常见的引起误解的一点。如何智麗嫁到日本后加入日本籍，便從夫姓改名為小山智麗；但福原爱和林志玲就不必随各自丈夫江宏杰和AKIRA更改姓氏。另外，如果一位日本人与外国人结婚并希望随外方姓氏，必须在婚后六个月内向家庭裁判所提交申请。
虽然日本人结婚后大多妻随夫姓，但夫随妻姓亦存在，即是男方入赘。较为常见的理由是女方家庭较为显赫，为了继承需要，允许男方改女方姓；亦有情况是女方家庭姓氏较为少见而男方姓氏较为常见，若夫随妻姓，子女亦随母姓，则女方姓氏不会轻易消失。后者的理由亦有其统计学基础：有日本学者指出，若维持现状，则500年后日本人皆会姓“佐藤”（日本现今第一大姓）。
日本的夫妇同姓规定如此独树一帜，以至于联合国的消除对妇女歧视委员会再三批评这是“歧视”。

#### 大中华地区、越南、朝鲜半岛

##### 古代中國
夏商周以前的上古时代，华夏族的祖先有姓和氏的区别，“姓”（从字源借，从女从生）是母系部落的标志，同姓者为同母、同祖母、同母系祖先所生后代，女子皆以姓称，如晋文公夫人称作“齐姜”（来自于齐国，姜姓），卫庄公先后两位夫人分别被称作“庄姜”（来自于齐国，姜姓）、“厉妫”（来自于陈国，妫姓）；“氏”从土，是以居住地、职业、特长等来表示尊卑区别的称谓，一般只有男子称“某氏”。随着父系权力的增长，“姓”和“氏”渐渐合一，而同姓者成为了同父、同祖父、同父系祖先所生后代。遵从上古风俗，汉族传统上采取夫妇别姓制，女性婚后保留原姓（即父姓），称为“某氏”或“某夫人”，均为原姓；魏晋南北朝后，始以夫姓称呼已婚女性为“某夫人”，但与冠夫姓的习俗不同，此称呼并不改变女性的本姓和本名，只是一种社交称谓，如东晋才女谢道韫嫁给王羲之的儿子王凝之，也被称为“王夫人”。

##### 中華民國
1929年5月，中华民国國民政府公佈的《民法》第四編第三節第1000條，首次對“夫妻之冠姓”作了法律表述：“妻以其本姓冠以夫姓。贅夫以其本姓冠以妻姓。但當事人另有訂定者，不在此限。”随着現代男女平權觀念漸入人心，1998年6月17日，中华民国《民法》第1000條修正公佈為：“夫妻各保有其本姓。但得書面約定以其本姓冠以配偶之姓，並向戶政機關登記。”、“冠姓之一方得隨時回復其本姓。但於同一婚姻關係存續中以一次為限。”，冠夫姓者因為非從夫姓，所以法律上的姓氏為夫姓加上本姓。如今大部分的人結婚後維持夫妻別姓，冠夫（妻）姓的習慣已罕見。在台灣，2017年的調查顯示在全國人口中，約5%人口有冠姓，以年長者居多，其中99.8%是冠夫姓，0.2%是冠妻姓。冠夫姓女性例子包括胡石清、厲耿桂芳、連方瑀等。

##### 中華人民共和國
中華人民共和國的1950年《婚姻法》第11條規定“夫妻有各用自己姓名的權利”，作出了夫妻在姓名權上完全平等的規定。原《中華人民共和國民法通則》第1012条规定：“自然人享有姓名权，有权依法决定、使用、变更或者许可他人使用自己的姓名，但是不得违背公序良俗。 ”后来的《中华人民共和国民法典》亦从之。現代的中國大陸除了在族譜和墓碑外已經幾乎完全不用“冠夫姓”這種形式，只是偶有例外如薄谷开来（这是她其中一张身份证上使用的名字，但她丈夫薄熙来比起让她冠夫姓，反而要她去掉了她原名“谷开莱”中的草字头以配合自己的名字）。

##### 香港
香港在正式場合中冠上夫姓的女性多為政府官員、行政長官配偶、曾任公職，或系出名門望族的女性。然而其等之英文姓氏則按照英國習俗完全使用夫姓而放棄原有姓氏，並後綴「太太」稱謂。另外，在流行文化方面，1996年香港流行音樂歌手張學友曾主唱粵語流行曲《妳的名字我的姓氏》，該曲用女方的名字加上男方的姓氏表示結婚。
香港冠夫姓女性名人包括：
- 叔何顯理
- 杜葉錫恩
- 利陸雁群
- 簡何巧雲
- 何楊展翹
- 張謝琮賢
- 鄭何艾齡
- 李曹秀群
- 陶黃彥斌
- 邵方逸華
- 李莊月明
- 王龔如心
- 何黎婉華
- 郭鄺肖卿
- 唐尤淑圻
- 唐余湘畹
- 楊譚愛蓮
- 李曾鵬展
- 李曾超羣
- 林貝聿嘉
- 董趙洪娉
- 曾鮑笑薇
- 梁唐青儀
- 林鄭月娥
- 李林麗嬋
- 黃錢其濂
- 陳馮富珍
- 陳方安生
- 范徐麗泰
- 葉劉淑儀
- 羅范椒芬
- 周梁淑怡
- 余黎青萍
- 梁劉柔芬
- 霍羅兆貞
- 任關佩英
- 麥列菲菲
- 方黃吉雯
- 譚王䓪鳴
- 梁王培芳
- 曹王敏賢
- 蘇周艷屏
- 容馬珊兒
- 伍周美蓮
- 邱裘錦蘭
- 趙曾學韞
- 尤曾家麗
- 劉吳惠蘭
- 丁葉燕薇
- 陳甘美華
- 梁高美懿
- 查史美倫
- 劉陳小寶
- 金董建平
- 鄭李錦芬
- 李鍾美裕
- 華陳真妮
- 余呂杏茜
- 莫何婉穎
- 龐曹聖玉
- 湛黎淑貞
- 歐陽方麗麗
- 朱葉玉如
- 朱李月華
- 劉麥嘉軒
- 劉李麗娟
- 劉靳麗娟
- 李劉茱麗
- 麥龍詩迪
- 梁陳智明
- 孔郭惠清
- 黎陳芷娟
- 黎高穎怡
- 謝凌潔貞
- 馮程淑儀
- 楊何蓓茵
- 王查美龍
- 凌劉月芬
- 潘任惠珍
- 袁陳錦美
- 阮蘇少湄
- 麥謝巧玲
- 林林浣心
- 蔡陳葆心
- 丘李賜恩
- 劉麥懿明
- 李陳嘉恩
- 馬周佩芬
- 康陳翠華
- 陳阮德徽
- 黃何詠詩
- 張趙凱渝
- 蔡馬安琪
- 陳羅潔湘
- 黃陳小萍
- 馬黎珈而
- 楊張新悅
- 李徐子淇

##### 越南、朝鮮半島
同样受到中华文化的影响，朝鲜半岛、越南夫妻结婚后维持原姓。例如，金正恩的妻子李雪主維持原姓「李」，金正恩的母亲高英姬維持原姓「高」，吴廷瑈的夫人陈丽春维持原姓“陈”。朝鲜半岛的已婚女士亦可以丈夫姓氏称为“某夫人”，而越南已婚女性则可以丈夫的个人名称为“某夫人”（如陈丽春别名“瑈夫人”，便是取其丈夫吴廷瑈的个人名。根据越南习俗，不可称其为“吴夫人”）。
由于朝鲜半岛曾为日本殖民地，所以有一种极特殊情况便是随日本法律，夫妻同姓：如日本皇族出身的韓國王妃李方子，战后入籍韩国，正式成为李姓人士。此情况与朝鲜半岛习俗及今日法律不同。

### 东南亚和南亚
除了东亚之外的亚洲国家中，很多民族在近代以前（甚至到今天）都没有姓氏的概念（例如马来人和缅人），因此对于夫姓的规定亦不统一。以下仅介绍有姓氏的民族对于夫姓的规定。

#### 泰国
泰国人普遍拥有姓氏是在拉玛六世执政期间。1913年的姓名法规定女性婚后可以保留原姓，但《1941年姓名法案》第13条又规定女性婚后必须从夫姓。2002年，姓名法修改，女性婚后又可以保留原姓。与西方稍有不同的是，婚后夫妻亦可选择全新的姓氏作为共同姓氏。

#### 菲律宾
菲律宾由于受到西班牙殖民影响，人名遵从西班牙人名传统（但母姓在前，父姓在后，与西班牙相反）；但后来又受美国殖民影响，因此也有人选择从夫姓。如今菲律宾女性结婚后有四种选择：
1. 在父姓後冠夫姓；
2. 改父姓为第一姓，夫姓为第二姓，去掉母姓；
3. 使用夫姓，并用“Mrs./Ms.”表示已婚；
4. 不改变姓名。

通常来说，地位较高的职场女性（如阿罗约夫人）会选择第一种方式，这样既能显示出她们已婚，又不会丢失自己的家族传统。

#### 印度
印度由于种族成分复杂，又并非所有种族皆有现代意义上的姓氏，故从夫姓问题亦复杂。不过，孟加拉人、古吉拉特人、马拉地人、锡克人等有姓氏的民族通常妻从夫姓。尽管如此，印度承袭英国的法律规定，并不强制女性婚后改为夫姓。

#### 巴基斯坦和孟加拉国
巴基斯坦也是多民族国家，即便是穆斯林亦非人人都有姓氏。婚后女性是否改姓一般遵从各家的个别习俗，可以不改姓、改姓或改父名。
孟加拉国的穆斯林与巴基斯坦的情况相同。

#### 阿富汗
阿富汗的达利人和普什图人一般从夫姓，但阿富汗人并非人人有姓氏。
斯里兰卡
斯里兰卡的僧伽罗人有“房名”（house/clan name），故女性婚后虽然一般从夫姓，但房名不变。泰米尔人没有姓氏，但已婚妇女会把父名改成丈夫的个人名。

### 西亚和北非国家
在使用阿拉伯语的国家，并非人人都有姓氏。即便有，传统上婚后妇女亦不会改姓，仅有部分例外的情况。
同样的，在1918年才强制公民必须有姓氏的伊朗，夫妻婚后通常也不会改姓，最多可能会冠夫姓。但如果夫妻双方婚后改姓，离婚时改回原姓氏需要配偶的许可。
土耳其传统上由法律强制妻随夫姓（因为土耳其人传统上无姓氏，凯末尔改革后才有），但2014年起此一法律被判决违宪，因而今日土耳其妇女婚后亦可使用本姓（详见土耳其人名）。

### 欧美（西班牙语和葡萄牙语区除外）
在欧美地區，妻從夫姓是一种历史悠久常见的习俗，直到20世纪下半叶開始有反對的聲音。在中世纪时，当一个低阶级家庭的男士要娶高阶级家庭中的独生女，他只好入赘妻家随妻姓，其新生子女也可能随母姓以延续家族传承，但是当时绝大多数西方女性结婚后都会从夫姓。18至19世纪英国，女方遗产有时会令男性改变姓名。
从1960年代后期至1990年代早期，伴随着女性主義的进展，西方女士结婚后选择保留其娘家姓氏，或者是用连字号形式显示其婚后的名称的百分点有轻微上升的趋势。

#### 英语和法语区
尽管美国在历史上也曾以判例形式要求必须妻随夫姓，但最晚在1975年威斯康星州最高法院已作出判决，任何法律都没有强制美国妇女婚后改姓。故如今的美国女性婚后改姓只是传统，并非强制。不过对子女的姓名，各州规定不一。
在加拿大英语区，婚姻不会自动导致夫妻的户籍姓氏更改，尽管日常生活中妻随夫姓是允许的。
在美国，少数女士仍保留其娘家姓氏作為中間名。已婚女性的全名=妻子的名字+妻子的姓氏+丈夫的姓氏，例如希拉里的全名：Hilary Rodham Clinton，希拉里在1975年与比尔·克林顿结婚后曾经长期不冠夫姓，直到1983年为丈夫能够再次就任阿肯色州州长而笼络保守派选民冠夫姓。就算在一些家庭中，妻子保留了娘家的姓氏，但子女仍會從父姓（当然这也不是强制的）。英语国家传统上已婚女士都会被称为 Mrs.[丈夫的全名]。不过近年来，更多会使用 Mrs. [妻子的名字] [丈夫的姓氏]。大体上来说，英美等国家的女性结婚后是否冠夫姓，是可以由女性自行决定的。
虽说对英语国家男士从妻姓是绝少数，但是有些男士仍然选择作出此举，例如加拿大的原住民，更罕有的例子是夫妇选择全新的姓氏。
作为另外一个选择，夫妇会采用双姓。举例来说，弗雷德里克·约里奥-居里（Jean Frédéric Joliot-Curie，男）與 伊雷娜·约里奥-居里（Irène Joliot-Curie，女）结婚时，雙方姓氏改為Joliot-Curie，其中Joliot為男方原姓氏，而Curie則為女方姓氏（相信本例有男方凸顯「屬於居里家族」之意，且其子女仍然沿用Joliot為姓氏）。再比如女演员凯莉·库柯，在嫁给网球运动员莱恩·斯维廷后保留原姓而使用双姓，改叫凯莉·库柯-斯维廷。但是，有些人认为姓氏用连字号形式会变得过长累赘。妻子亦可以把她的娘家姓作为她的中间名，如Mary Jones嫁给了姓Smith的男人后，她可以被称为Mrs. Smith，或者把娘家姓作为中间名称Mary Jones Smith。美国则少一些。
在法國，現今女性婚後使用夫姓為習慣但非必須。法律上，原来是區分本姓（nom de naissance）及婚後日常姓氏（nom d'usage）的。不論夫妻，婚後雙方皆可自由決定日常姓氏：配偶姓或是聯姓（順序自訂），或使用本姓。但法律上和身份证件上，夫妻仍然是别姓的。自2013年起，婚后日常姓氏亦得到法律承认，但户籍上维持别姓。
魁北克作为加拿大的法语区，原本与法国的规定相同。如今则是实行登记制，伴侣结婚后必须经登记和批准方可更改姓氏。

#### 东欧及东南欧
苏联和现在的俄罗斯在传统上是妻随夫姓，但这不是强制的。例如，列宁（弗拉基米尔·伊里奇·乌里扬诺夫）的妻子娜杰日达·克鲁普斯卡娅、斯大林（约瑟夫·维萨里奥诺维奇·朱加什维利）的妻子娜杰日达·阿利卢耶娃都保留娘家姓未从夫姓。如今在俄罗斯，夫妻既可以使用任何一方的姓氏，也可以各自使用原姓，使用全新的姓氏或是双姓也同样允许（且离婚时任何一方皆可改回原姓）。而且，改女方姓氏的男性尽管少见，但不会受到社会的歧视对待。
类似地，捷克、波兰、罗马尼亚、保加利亚、匈牙利、北马其顿、塞尔维亚等中东欧国家亦不强制妻随夫姓。

#### 波罗的海国家
爱沙尼亚、拉脱维亚和立陶宛的妇女婚后通常从夫姓，但有点区别的是，立陶宛的已婚妇女和丈夫家族的未婚妇女姓氏后缀是不一样的。

#### 德语国家
在德国，自1994年起取消夫妻强制同姓的法律。夫妻双方婚后若不主动声明选择其中一方姓氏作为共同姓氏，则默认保留原姓。考虑到双姓在多代之后可能会变得冗长，德国不允许夫妻婚后使用双姓，除非其中一人在婚前就已是双姓。
在瑞士，和德国相同，夫妻双方婚后可以保留原姓。
在奥地利，自2013年4月1日起，夫妻双方结婚不会导致更改姓名；若需更改姓氏，必须提出申请。此前，若女方不提出申请，则婚后其姓氏将自动改为与丈夫一致。但无论哪种情况，夫妻同姓都不是强制的。

#### 其他国家
瑞典的妇女婚后通常从夫姓，但并非强制。不过瑞典有40%的女性结婚后使用夫妻双姓。
意大利于1975年5月19日出台第151号法令，其中第143条允许妇女在婚后保留原有姓氏并加上丈夫的姓氏合并为双姓，在守寡期间也可使用该双姓直至其进入另一段婚姻，但仍在护照、驾照等各类身份和行政文件上使用原有姓氏，以保证在识别身份时与其出生登记姓名一致。
荷兰的情况大致与法国相同，即夫妻在登记时别姓，日常使用时可向当地内政部门申报使用同姓或双姓。离婚时只要一方不反对，另一方亦可继续使用婚姻时的姓氏。稍显复杂的是子女的姓氏：与德国一样，子女的姓氏必须统一，无特殊申报者使用父姓；然而，若是非婚生子女，其姓氏又会自动跟从母姓。
在希腊，传统上妻从夫姓，然而1983年的法案则强制要求夫妇别姓，现今希腊妇女婚后是不改姓的。
在芬兰，传统上是夫妇别姓；1929年起改为妻随夫姓或使用双姓；1986年又允许夫妇别姓或配偶任意一方用双姓（详见芬兰人名）。

#### 演艺界和名人的情况
演艺界女性大多数在结婚后都不会随丈夫姓氏，不光如奥黛丽·赫本、波姬·小丝、桑德拉·布洛克、妮可·基德曼等一线女演员和麦当娜·西科尼、艾薇儿·拉维尼等一线女歌手几乎全都不从夫姓（少有的例外是大卫·贝克汉姆之妻维多利亚·贝克汉姆），即便是不甚出名者如导演克里斯托弗·诺兰的妻子——制片人艾玛·托马斯这样的演职人员也多有不从夫姓者。此外、律师（希拉里便是一例）、法官、教授（如《男性的终结：End of Men》一书的作者Hanna Rosin)、科学家、作家、医生、父系祖先显赫的女政客（如本尼托·墨索里尼的孙女亚历山德拉·墨索里尼、比尔·克林顿的女儿切尔西·克林顿等）等有公认成就的女性，都有很大比例的结婚后不从夫姓者。曾经在学术期刊发表文章而用婚前姓氏的女士，即使在婚后，她们亦不会从夫姓，以保持其著作对学术界所作出的贡献。这个惯例在女医生、女律师事务所及其他专业也很重要。

### 西班牙语区和葡萄牙语区（菲律宾除外）
在西班牙语和葡萄牙语国家，由于一个人的姓名通常包含父母双方姓，故配偶一般会保留婚前姓。
以西班牙语为例，根据西班牙命名习俗，一个人的姓名结构为“名+父姓+母姓”（阿根廷除外，只有上流阶级才会保留母姓以作为身份象征），因此夫妇所生育的孩子会使用夫妇各自的姓。比如何塞·戈麦斯·埃比亚和玛丽亚·瑞斯·加西亚生下一个名为安德烈的小孩，小孩的名字将会是安德烈·戈麦斯·瑞斯。西班牙于1995年通过法律规定父母可商议决定孩子姓氏中父姓与母姓的顺序，但该顺序一旦决定便必须运用到他们所有所生的孩子上，比如前例中提到的小朋友名字在新法下可以是安德烈·戈麦斯·瑞斯或安德烈·瑞斯·戈麦斯。不过，如果子女18岁成年，他们便可自己决定自己名字中的姓氏究竟是谁在前面。
一些位于美洲的西语国家有将先生姓放在太太名字最后的习俗，以用于请柬或发言场合。前例提到的夫妇的名字在此习俗下将会是何塞·戈麦斯·埃比亚和玛丽亚·戈麦斯的瑞斯（María Reyes de Gómez）。然而这个传统并非法定。

## 离婚
西方傳統中，女性离婚后，仍可保留前夫的姓氏，如美国前国务卿马德琳·奥尔布赖特。而現代一些知名女性再婚后，则会继续使用前夫姓氏，而非现任丈夫姓氏，如前加拿大總督伍冰枝（英語：Adrienne Louise Clarkson）（婚前姓伍/Poy、现任丈夫姓为索尔（Saul））、德国总理安格拉·默克爾（婚前姓卡斯納（Kasner）、现任丈夫姓为绍尔（Sauer））。另外，在德国，假如妻子（或曾经入赘的丈夫）离婚后未改回婚前姓，再婚时其前配偶的姓氏仍可用作新婚后的共同姓氏，且她的前夫（或他的前妻）不能有异议（例如，安格拉·默克尔与约阿希姆·绍尔结婚后，她的前夫乌尔里希·默克尔不能阻止安格拉和约阿希姆使用默克尔作为共同姓氏）。相反，在土耳其，若某人第一次结婚后离婚且未改回婚前姓，今后再婚时不得再改姓。
与西方不同，在日本，改姓的一方离婚后通常恢复原姓，但若离婚后三个月内申请则可以不改。例如，杏离婚后便改回原姓渡边，而不再随前夫东出昌大的姓，而小山智丽离婚后没有改原姓。由於改姓的行政成本，加上社會對離婚女性的歧視，一些女性選擇在離婚後保留前夫的姓氏。